# Albert Carnice
Albert Carnice, född 24 mars 1958 i Andorra la Vella, är en andorransk före detta fotbollsspelare.
Carnice medverkade i Andorras landslags första landskamp, mot Estland 1996. Han byttes in i den 88:e minuten, just efter att Marko Kristal fastställt matchens slutresultat till 6–1 i esternas favör.
Han är den ende person född på 1950-talet som spelat en landskamp för Andorra.
Carnice är ordförande i klubben UE Sant Julià.